# مطبخ الشرق الأوسط

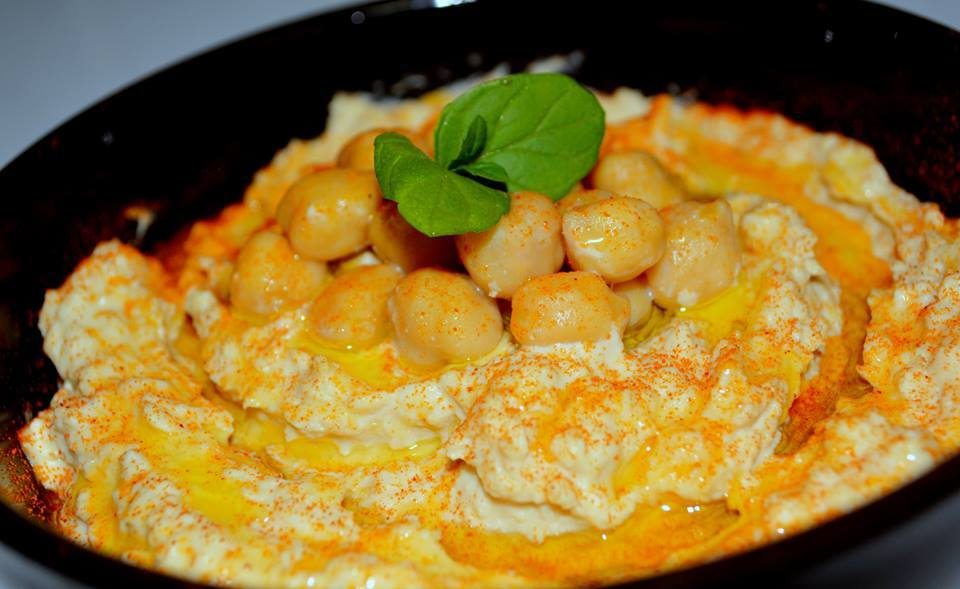

مطبخ الشرق الأوسط يشمل طعام مجموعات الحضارات في منطقة الشرق الأوسط. وعناك اختلافات كبيرة في طريقة تحضير الاطعمة بين شعوب المنطقة إلا أنه يمكننا ايجاد بعض التجانس بينها. فمثلا، المكونات التي تجدها في طعام جميع هذه البلاد تشمل الزيتون وزيته، الخبز المرقق، العسل، مستخرجات السمسم، السماق، حبوب الحمص، النعناع والبقدونس.

## مطابخ الشرق الأوسطالعربية
- المطبخ البحريني
- المطبخ الإماراتي
- المطبخ العراقي
- المطبخ المصري
- المطبخ الأردني
- المطبخ الكويتي
- المطبخ اللبناني
- المطبخ العماني
- المطبخ الفلسطيني
- المطبخ القطري
- المطبخ السعودي
- المطبخ السوري
- المطبخ اليمني

## مطابخ الشرق الأوسط غير العربية
- المطبخ الأذربيجاني
- المطبخ الأرمني
- المطبخ القبرصي
- المطبخ الجورجي
- المطبخ الكردي
- المطبخ الإيراني
- المطبخ التركي
- المطبخ الآشوري

## راجع أيضا
- مطبخ شرق ادني
- مطبخ البحر الأبيض المتوسط
- مطبخ مصري
- مطبخ قوقازي
- مطبخ عثماني
- أصول الطبخ الإسلامي
- أصول الطبخ اليهودي